# Tiundaland

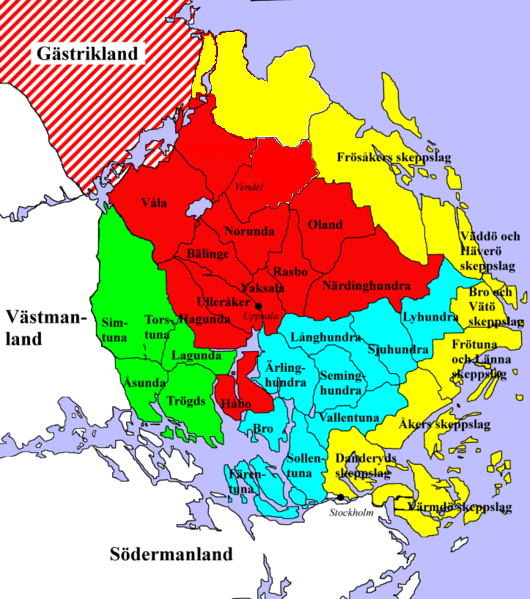
Folklanden i Svitjod (Uppland/Gästrikland)
Tiundaland
Attunda
Roden
Fjädrundaland

Tiundaland är ett historiskt geografiskt område och ett av de forna tre folklanden i nuvarande Uppland och Gästrikland. 

## bakgrund
Tiundaland är en sammandragning av Tiohundraland, området bestod alltså en gång i tiden av tio hund, senare hundare, och borde alltså haft med 1 000 man och 40 skepp i ledung. Landskapet för första gången omnämns i Florenslängden från 1103, i sin latinska form "Tindia". Huvudort under medeltiden var Östra Aros, vilket fick namnet Uppsala i samband med flytten av ärkebiskopssätet från Gamla Uppsala. År 1296 uppgick Tiundaland i Uppland.
Enligt Snorre Sturlasson i Ynglingasagan låg Uppsala och alla svears allting i Tiundaland, och där hölls regelbundet ett stort blot till vilka många kungar sökte sig. 
Snorre säger att Tiundaland är den rikaste och bästa bygden i Svitjod; till den sluter sig hela riket, där är konungens säte, där är ärkebiskopsstolen och där ligger Uppsala varifrån Uppsala öd har fått sitt namn. Över varje lagsaga finns en lagman, men alla lagar är underställda Upplandslagen och alla lagmän är underställda den som är i Tiundaland.
Tiundaland omfattade enligt en kyrklig skatteuppbördslängd för den så kallade sexårsgärden från år 1314 provinserna (hundarena) Bälinge, Gästrikland, Håbo, Hagunda, Norunda, Närdinghundra, Oland, Rasbo, Ulleråker, Vaksala och Vendel samt Roden (delar av). Vilka de ursprungliga tio hundradena varit är dock oklart. Av de härader som saknas i skatteuppbörden 1314 finns Tierps härad omtalat som självständigt härad redan 1280, och Våla härad 1312. Sigurd Rahmqvist har antagit att Vendels härad bildats genom utbrytning ur Norunda härad och Våla härad genom utbrytning ur Tierps härad under andra hälften av 1200-talet. Av ett brev från Ulf Fase till innevånarna i Tiundaland 1244 skall det då ha bestått av tio hundaren.
Tiundaland var, i likhet med de andra folklanden, en egen lagsaga fram till 1296, då det sammanslogs med Attundaland, Fjädrundaland och Roden till Upplands lagsaga med gemensamt tingsställe i Folklandstingstad i Lunda socken, Seminghundra härad.
Lagmän i Tiundaland ledde alla svears ting i Gamla Uppsala, kyndelting (sedan år 1290) och disating (hölls på marknaden vid "Fyrisåns" mynning i Östra Aros).

## Lagmän[6]
- 1231: Lars (Laurentius)
- 1286–1289: Israel Andersson And
- 1293–1296: Birger Persson till Finsta (sedan i Uppland)